# Jutta Trapp
Jutta Trapp (geb. Krüger) (* 18. April 1948 in Berlin) ist eine deutsche Tischtennisspielerin. Ihre beste Zeit hatte sie in den 1960er Jahren. Sie wurde 1968 Mannschafts-Europameister.

## Werdegang
Die meiste Zeit ihrer aktiven Laufbahn verbrachte Jutta Trapp in Berlin. Bis heute (2012) hat sie bei Berliner Meisterschaften weit über 100 Titel gewonnen.
Von 1966 bis 1968 wurde sie viermal für Länderspiele nominiert. Sie nahm an den Weltmeisterschaften 1967 und 1969 sowie an den Europameisterschaften 1966 und 1968 teil. Dabei wurde sie 1968 mit dem Damenteam Europameister. 1965 gewann sie mit Edith Lersow die deutsche Meisterschaft im Doppel. In der Saison 1976/77 blieb Trapp mit einer 62:0-Bilanz in der Oberliga, damals die zweithöchste Spielklasse in Deutschland, ungeschlagen. 1979/80 wurde sie mit dem Verein Weiß-Rot-Weiß Kleve deutscher Mannschaftsmeister.
Wegen Bandscheibenproblemen zog Jutta Trapp sich 1989 vorübergehend vom aktiven Sport zurück. Später nahm sie noch an Seniorenturnieren teil. Hier wurde sie mehrmals Weltmeisterin: 1994 im Einzel und Doppel (Ü40) sowie 1998 im Doppel (Ü40).
Im Januar 2014 wurde Jutta Trapp's langjähriges sportliches und ehrenamtliches soziales Engagement mit der Verleihung des Bundesverdienstkreuzes am Bande der Bundesrepublik Deutschland gewürdigt. So war sie im Berliner Tischtennisverband viele Jahre lang Aktivensprecherin und Referentin für Frauensport. Zudem unterstützt sie die Hilfs- und Entwicklungsorganisation Oxfam und die Suppenküche in Spandau.

## Privat
Jutta Trapp ist seit Ende der 1960er Jahre verheiratet. Sie hat einen Sohn (* 1971, betreibt Leichtathletik) und eine Tochter (* 1976, aktiv im modernen Fünfkampf).

## Liste weiterer Erfolge
- Nationale deutsche Meisterschaften
  - 1965: 1. Platz im Doppel mit Edith Lersow (BTTC Grün-Weiß Berlin)
  - 1966: 3. Platz im Einzel
  - 1967: 3. Platz im Einzel
  - 1968: 3. Platz im Einzel, 2. Platz im Doppel mit Inge Harst (SV Neckarsulm)
  - 1970: 3. Platz im Doppel mit Annegret Steffien (TTC Ramsharde)
  - 1972: 3. Platz im Mixed mit Bernt Jansen (Hertha BSC)
  - 1974: 3. Platz im Einzel
  - 1975: 3. Platz im Mixed mit Manfred Baum (Borussia Düsseldorf)
  - 1977: 3. Platz im Doppel mit Margrit Trupkovic (TSV Nord Harrislee)
  - 1980: 3. Platz im Doppel mit Roswitha Schmitz (Weiß-Rot-Weiß Kleve)
- Bundesranglistenturniere
  - 1966: 2. Platz
  - 1967: 2. Platz
  - 1968: 3. Platz
  - 1969: 4. Platz
  - 1970: 3. Platz
  - 1973: 2. Platz
- Deutsche Mannschaftsmeisterschaften
  - 1965/66: 3. Platz mit TTC Blau-Gold Berlin (Anita Haacke, Edith Steinke, Oda Baucke, Jutta Krüger)
  - 1978/79: 3. Platz mit TSV Nord Harrislee (Wiebke Hendriksen, Ha-Ja Lee, Jutta Trapp, Margrit Trupkovic, Sabine Harder)
  - 1979/80: 1. Platz mit Weiß-Rot-Weiß Kleve (Wiebke Hendriksen, Monika Kneip-Stumpe, Roswitha Schmitz, Jutta Trapp, Sabine Bötcher, Hannelore Hubers)
  - 1985/86: 4. Platz mit Reinickendorfer Füchse (Barbara Lippens, Andrea Gutknecht, Kirsten Krüger-Trupkovic, Jutta Trapp, Andrea Chmelensky, Cornelia Frieser, Silke Schröder, Britta Alf)
  - 1986/87: 4. Platz mit Reinickendorfer Füchse
  - 1987/88: 2. Platz mit Reinickendorfer Füchse
- Senioren
  - WM 1992: 2. Platz im Einzel (Ü40)
  - WM 1994: 1. Platz im Einzel (Ü40), 1. Platz Doppel mit Monika Kneip-Stumpe (Weiß-Rot-Weiß Kleve)
  - WM 1998: 1. Platz im Doppel (Ü40) mit Elmira Antonyan (ARM)
  - WM 2006: 1. Platz im Doppel (Ü50) mit Elmira Antonyan (ARM)
  - Europameisterschaft 1999: 1. Platz im Einzel (Ü50)
  - Europameisterschaft 2009: 1. Platz im Einzel (Ü60)
  - Europameisterschaft 2013: 2. Platz im Einzel (Ü65)
  - Deutsche Meisterschaft: 1. Platz im Einzel 1991, 1992, 1994, 1996, 2000, 2010
  - Deutsche Meisterschaft: 1. Platz im Doppel 1991 (mit Ingeborg Groß), 1993 (mit Ingeborg Groß), 1998 (mit Ingeborg Groß), 2010 (mit Marianne Kerwat)
  - Deutsche Meisterschaft: 1. Platz im Mixed 1991 (mit Wolfgang Lux), 1993 (mit Wolfgang Lux), 1995 (mit Bernhard Thiel), 1996 (mit Bernhard Thiel), 1999 (mit Bernhard Thiel), 2008 (mit Dietmar Diesing), 2009 und 2010 (mit Dietrich Leidel)[12]
  - Deutsche Mannschaftsmeisterschaft: 1. Platz 1992/93 mit Köpenicker SV-Ajax (ehemals Erdgas Berlin) mit Jutta Trapp und Ingeborg Groß
- Jugend
  - Europameisterschaft Mädchen 1965: 2. Platz mit der Mannschaft (mit Jutta Krüger, Christel Lang)[13]
  - Internationale Jugendmeisterschaft von England 1963: Sieg im Mixed mit Walter Dahlmann (SV Moltkeplatz Essen)[14]
  - Internationale Jugendmeisterschaft von England 1965: Sieg im Einzel und im Mixed mit Günter Köcher (PPC Neu Isenburg)[14]
  - Deutsche Jugendmeisterschaft 1962: 3. Platz im Einzel[15]
  - Deutsche Jugendmeisterschaft 1963: 3. Platz im Einzel[16][14]
  - Deutsche Jugendmeisterschaft 1964: 2. Platz im Einzel[17]
  - Deutsche Jugendmeisterschaft 1965: 1. Platz im Einzel, 2. Platz im Doppel mit Jutta Feddersen (TTC Ramsharde)[18]

## Turnierergebnisse
| Verband | Veranstaltung       | Jahr | Ort       | Land | Einzel | Doppel    | Mixed      | Team |
| ------- | ------------------- | ---- | --------- | ---- | ------ | --------- | ---------- | ---- |
| FRG     | Europameisterschaft | 1968 | Lyon      | FRA  |        |           |            | 1    |
| FRG     | Weltmeisterschaft   | 1969 | München   | FRG  | Qual   | letzte 32 | Qual       |      |
| FRG     | Weltmeisterschaft   | 1967 | Stockholm | SWE  | Rd 1   | letzte 32 | letzte 128 | 7    |